# بالیسیمون
شهر بالیسیمون (به انگلیسی: Ballysimon) با جمعیت  ۱۱٫۲۶۰   نفر  در  شهرستان لیمریک در کشور جمهوری ایرلند واقع شده‌است.